# Josef Kollmer
Josef Kollmer (ur. 26 lutego 1901 w Händlern (Bawaria), zm. 24 stycznia 1948 w Krakowie) – zbrodniarz hitlerowski, członek załogi obozu koncentracyjnego Auschwitz-Birkenau i SS-Obersturmführer.

## Życiorys
Z zawodu był rolnikiem. Członek NSDAP SS od 1 stycznia 1935 (wcześniej przez kilka lat pracował w niemieckiej policji) i NSDAP od maja 1937. W październiku 1941 został powołany do Waffen-SS i przydzielony do obozu koncentracyjnego Auschwitz-Birkenau, gdzie do października 1943 Kollmer dowodził różnymi kompaniami wartowniczymi. Następnie czasowo przeniesiony do obozu Mittelbau-Dora, powrócił do Oświęcimia w maju 1944. Początkowo dowodził kompanią wartowniczą w obozie Auschwitz I, a później od sierpnia do października 1944 kompanią w Monowicach. Kollmer podczas służby w obozie oświęcimskim brał udział w eksterminacji Żydów w komorach gazowych Brzezinki oraz w przeprowadzaniu egzekucji przy Ścianie Śmierci koło bloku 11 i w fabryce Buna.
Po zakończeniu wojny zasiadł na ławie oskarżonych w pierwszym procesie oświęcimskim przed Najwyższym Trybunałem Narodowym w Krakowie. W wyniku przeprowadzonego przewodu sądowego Kollmer skazany został 22 grudnia 1947 na karę śmierci przez powieszenie. Wyrok wykonano w więzieniu Montelupich.